# Acleisson Scaion
Acleisson Scaion (sinh ngày 21 tháng 5 năm 1982) là một cầu thủ bóng đá người Brasil.

## Sự nghiệp câu lạc bộ
Acleisson Scaion đã từng chơi cho Thespakusatsu Gunma.